# Esus
(Marco Anneo Lucano, Pharsalia, 444-446)

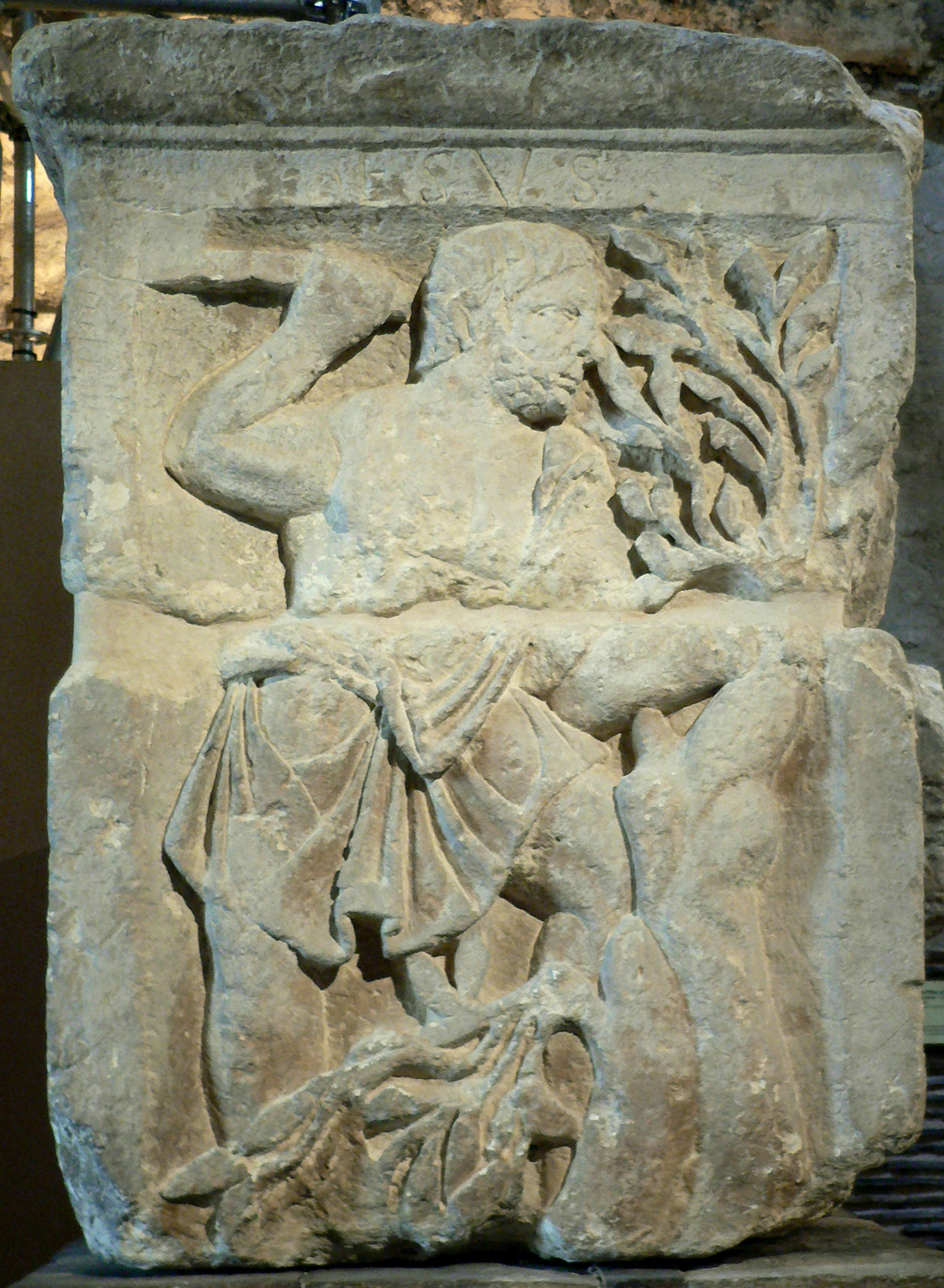
Esus raffigurato sulla Stele dei Naviganti di Parigi

Esus o Hesus era una delle divinità maggiori della mitologia celtica, che formava con Toutatis e Taranis la triade divina gallica. È nota principalmente per due statue colossali e per una citazione nella Pharsalia di Lucano. Alcuni lo assimilano al dio della guerra latino Marte, altri invece a Mercurio. Venivano effettuati in suo onore dei sacrifici umani: la vittima veniva appesa a un albero a morire dissanguato. Le due raffigurazioni che lo ritraggono sono la Stele dei Naviganti di Parigi e la Stele di Treviri; in entrambe è rappresentato con l'aspetto di un taglialegna nell'atto di abbattere un albero. In suo onore i Galli Senoni fondarono la città di Jesi (rinominata Aesis dai romani) sulle sponde del fiume Esino allora probabilmente navigabile in quanto il Dio Eso era considerato il protettore del commercio fluviale.
Marcello Empirico, scrittore di origine gallica e autore di un trattato medico intitolato De medicamentis considerato un'importante fonte di parole celtiche, incluse nella propria opera un incantesimo medico-magico per curare malattie della gola che è stato interpretato come una frase in lingua gallica, con la quale si invoca l'aiuto di Aisus, forse una forma alternativa del nome Esus.